# 2033年3月30日日食
2033年3月30日日食是一次日全食，將發生於2033年3月30日（俄羅斯東北部為3月31日）。新月當天（即朔日），地球上觀測到月球和太阳的角距離極小，此時月球如果恰好在月球交點附近，穿過太阳和地球之間，與地球、太阳接近一直線，則會出現日食。月球本影接觸地表而使該區域完全得不到陽光，就會形成日全食，同時在本影兩側數千公里的半影範圍內遮擋部分陽光，形成日偏食。此次日全食將會經過俄羅斯和美國阿拉斯加州，日偏食則將覆蓋北美地區絕大部分、歐洲西北部及周邊部分地區。

## 日食概況

### 出現區域
本次日食開始時，月球本影將在俄羅斯楚科奇自治區以南約150公里的白令海面最先接觸地表，當地將在3月31日日出時最先看到日全食。然後本影將向東北移動，劃過白令海北部和楚科奇自治區東部，跨過國際日期變更線，日期變為3月30日後經過美國阿拉斯加州西北部，在北坡自治市鎮海岸以北5.9公里的波弗特海達到最大食分。此後本影逐漸轉向西北方向移動，再次跨過國際日期變更線，日期再次變為3月31日，最終在德朗群島以北約640公里的北冰洋離開地表，當地同樣是3月31日日出時分。
本次月球本影經過的陸地將包括：
- 俄羅斯：楚科奇自治區東部；
- 美国阿拉斯加州：貝塞爾人口普查區西北角、庫茲瓦克人口普查區除西南角外的絕大部分、諾姆人口普查區、西北-北極自治市鎮、育空-科尤庫克人口普查區西北部、北坡自治市鎮中西部。[3][4]

除了狹窄的全食帶內能看見日全食之外，月球半影覆蓋範圍內都將能看到日偏食，包括美國除東南部外的大部分、加拿大、墨西哥西北部、聖皮埃爾和密克隆、格陵蘭、冰島、揚馬延島、法羅群島、愛爾蘭、英國北部、斯瓦爾巴群島中西部、俄羅斯東北部。其中大部分地區在3月30日看到日食，俄羅斯東北部在3月31日看到日食。
月球在其軌道上自西向東轉動，發生日食時，月球在地球表面的陰影也大多自西向東移動，而從地球上看，太阳的西側先被月球遮掩，然後逐漸向東。但此次日食發生在北半球的夏半年，地軸北端向太陽方向傾斜，月球本影離開地球時位於晨昏圈最北端附近的區域，因而全食帶在北冰洋及其附近的一段，以及全食帶北冰洋段附近被半影覆蓋、看到日偏食的區域內，月影在地表自東向西移動，地面上看到的太阳東側最先被月球遮掩。一般日食開始於晨線，結束於昏線，即在最後看到日食的地方，日食出現在日落時分，而此次日全食開始和結束均在晨線上。

此次日全食過程中月影在地表移動的動畫

### 基本參數
- 類型：日全食
- 食甚中心處（位於美國阿拉斯加州北坡自治市鎮海岸以北5.9公里的波弗特海）資料：
  - 時間：2033年3月30日18:01:16.4
  - 地點：71°18.9′N 155°48.5′W / 71.3150°N 155.8083°W
  - 食分：1.0462（全食帶內最大）
  - 本影寬度：781.0公里
  - 日全食持續時間：2分37.0秒
- 全食最長處資料：
  - 時間：2033年3月30日18:01:00
  - 地點：71°10′N 155°54′W / 71.167°N 155.900°W
  - 本影寬度：782.3公里
  - 日全食持續時間：2分37.0秒（全食帶內最長）[6]

## 相關的日食

### 2033-2036年的日食
月球交替位於相對的月球交點時，以半個交點年（食年），即約177天又4小時間隔出現下列日食。
| 日食列表  |           |           |           |           |           |           |           |           |           |           |           |
| 1997-2000 | 2000-2003 | 2004-2007 | 2008-2011 | 2011-2014 | 2015-2018 | 2018-2021 | 2022-2025 | 2026-2029 | 2029-2032 | 2033-2036 | 2036-2039 |

| 降交點                                          | 降交點                   |          | 升交點                   | 升交點 |
| 沙羅周期                                        | 地圖                     | 沙羅周期 | 地圖                     |        |
| 120                                             | 2033年3月30日 全食       | 125      | 2033年9月23日 偏食（南） |        |
| 130                                             | 2034年3月20日 全食       | 136      | 2034年9月12日 環食       |        |
| 140                                             | 2035年3月9日 環食        | 145      | 2035年9月2日 全食        |        |
| 150                                             | 2036年2月27日 偏食（南） | 155      | 2036年8月21日 偏食（北） |        |
| 註：2036年7月23日的日偏食屬於下一組交點年系列。 |                          |          |                          |        |

### 沙羅周期
沙羅周期長度為18年11天。本次日食屬於沙羅週期120，共包含71次日食，依次為933年5月27日至1041年7月30日的7次日偏食、1059年8月11日至1492年4月26日的25次日環食、1510年5月8日至1564年6月8日的4次全環食（亦稱混合食）、1582年6月20日至2033年3月30日的26次日全食、2051年4月11日至2195年7月7日的9次日偏食，總共歷時1262.11年。其中最長的全食發生於1997年3月9日，共持續了2分50秒。
下表列舉了1901年至2100年間發生的屬於該周期的日食，是第55至65次：
| 55            | 56            | 57            |
| ------------- | ------------- | ------------- |
| 1907年1月14日 | 1925年1月24日 | 1943年2月4日  |
| 58            | 59            | 60            |
| 1961年2月15日 | 1979年2月26日 | 1997年3月9日  |
| 61            | 62            | 63            |
| 2015年3月20日 | 2033年3月30日 | 2051年4月11日 |
| 64            | 65            |               |
| 2069年4月21日 | 2087年5月2日  |               |

## 資料來源
1. ↑  樊忠玉. . 中国天文科普网.   [2018-02-06]. （原始内容存档于2014-09-17）.
2. 1 2  Fred Espenak. . NASA Eclipse Web Site.   [2018-02-06]. （原始内容存档于2020-10-23）.（英文）
3. ↑  Fred Espenak. . NASA Eclipse Web Site.   [2018-02-06]. （原始内容存档于2020-10-23）.（英文）
4. ↑  Xavier M. Jubier. .   [2018-02-06]. （原始内容存档于2019-09-13）.（法文）（英文）
5. ↑  Fred Espenak. . NASA Eclipse Web Site.   [2018-02-06]. （原始内容存档于2019-01-18）.（英文）
6. ↑  Fred Espenak. . NASA Eclipse Web Site.   [2018-02-06]. （原始内容存档于2020-10-20）.（英文）
7. ↑  Fred Espenak. . NASA Eclipse Web Site.（英文）

## 外部連結
- NASA日食專頁（页面存档备份，存于）（英文）
- 可見區域圖和時間統計：由弗雷德·埃斯佩纳克做出的日食預報，NASA/GSFC
  - Google互動地圖呈現的日食範圍
  - 貝塞爾元素
- Google地圖顯示的日全食和日偏食範圍（页面存档备份，存于）（法文）（英文）

| \| \| 日食 \|                             |                              |                                           |
| 上一次日食： 2032年11月3日日食 （日偏食） | 2033年3月30日日食 （日全食） | 下一次日食： 2033年9月23日日食 （日偏食） |
| 上一次日全食： 2030年11月25日日食         | 2033年3月30日日食 （日全食） | 下一次日全食： 2034年3月20日日食          |
|                                           | 日食                         |                                           |